# Гнида Петро Петрович
Петро Петрович Гнида (нар. 15 липня 1977, Львів) — український поет.
Закінчив Львівський національний університет імені Івана Франка. Друкується з 2000 року.

### Книги
Поетичні:
- Збірка поезій «Кров і залізо» (Львів: Сполом, 2004. — 72 с.);
- Збірка поезій «Місто пливе наді мною» (Львів: Сполом, 2010. — 54 с.);
- Збірка поезій «Вірші про все і ніщо» (Львів: Сполом, 2017. — 28 с.).

Історико-публіцистичні:
- Боївка «Чайки». Діяльність боївки Служби безпеки Глинянського районного проводу ОУН (б) під командою Володимира Макаровського-«Чайки» (Львів: ПП Видавництво «БОНА», 2016. — 144 с.);
- Село Розворяни: УВО, ОУН, УПА. Історико-публіцистична оповідь (Львів: Сполом, 2017. — 72 с.);
- Збройна діяльність ОУН та УПА в селі Богданівка Буського району Львівської області (Львів: ПП Видавництво «БОНА», 2018. — 52 с.);
- ОУН та УПА в селі Полоничі (Львів: ПП Видавництво «БОНА», 2019. — 180 с.);
- Станиця ОУН села Великий Полюхів (Львів: «Растр-7», 2020. — 72 с.);
- Глинянський районний провід ОУН 1944-1949 (Львів: «Растр-7», 2021. — 92 с.);
- Станиця ОУН села Задвір'я в боротьбі за незалежність України. 40-ві роки XX століття (Львів: «Растр-7», 2022. — 196 с.);

### Публікації в періодиці

#### Поетичні добірки
- Добірка поезій // Літературний Львів. — червень 2000 р;
- Добірка поезій, збірка «Привітання життя», 2000 р.;
- Чекання попутного вітру // Дзвін. — № 3. — 2001 р.;
- Поезія, альманах «Зерна». — № 6-7. — 2002 р.;
- Добірка поезій, альманах «Соборність». — 2003 р.;
- Добірка поезій, збірка «Привітання життя». — 2003 р.;
- Добірки поезій «Бористен». — № 4. — 2005 р., № 1, 2. — 2006 р.;
- Добірка поезій «Сонячні медузи» // альманах «Грона». — Львів. — 2006 р.;
- «Калина червона» // Дзвін. — № 7. — 2008 р.;
- Добірка поезій // Березіль. — № 5-6. — 2002 р.;
- Добірка поезій // Post-Поступ. — червень. — 2007 р.;
- Весна на обличчі твоєму // Літературний Львів. — № 9. — 2007 р.;
- Поезії // Гуманістичний вісник. — Львів. — 2009, 2010 рр.;
- Вірші про все і ніщо // Літературна Україна. — № 11. — 2018 р.;
- Місто пливе наді мною // Перевал. — ч.ч.1—2. — 2018 р.

#### Літературно-критичні статті
- „Шлях на літературну Говерлу“, „Літературний Львів“ , № 1, 2005 р.;
- „Серед гір і в сад(к)ах“, „Дзвін“, № 7, 2007 р.;
- „Покутний хрест“ Івана Захарченка, „Літературна Україна“, № 14, 2007 р.;
- „Грона“ молодих», «Літературна Україна», № 19, 2007 р.;
- «Заради щастя творчості», «Літературна Україна», № 26, 2007 р.;
- «Загадка таланту», «Літературна Україна», № 1, 2008 р.;
- «Бузкова симфонія з рути та вітру», «Літературний Львів», № 4, 2008 р.;
- «Але як пише ця жінка», «Літературний Львів», № 5, 2008;
- «Нова книга від Світлани Антонишин», «Літературний Львів», № 7, 2008 р.;
- «На березі спокуси», «Літературний Львів», № 7, 2008 р.;
- «Скалка в серці», «Літературний Львів», № 8, 2008 р.;
- «Як ти мовчиш», «Літературна Україна», № 9, 2008 р.;
- «Улюблений вірш про кохання», «Літературна Україна», № 28, 2008 р.;
- «Львівська принцеса молодої літератури», «Літературний Львів», № 9, 2007 р.;
- «Республіка поетів», «Літературна Україна», № 37, 2008 р.;
- «У нетрях поетової свідомості», «Літературна Україна», № 39, 2008 р.;
- «Молоді поетки столиці», «Літературна Україна», № 44, 2008 р.;
- «Улюблені вірші про кохання», «Літературний Львів», № 2, 2009 р.;
- «Дорога в дитинство», «Дзвін», № 11, 2010 р.;
- «Повість про національне пробудження», «Слово Просвіти», № 52, 2011 р.;
- «Світ невидимий», «Літературна Україна», № 2, 2012 р.;
- «Сни як спосіб переосмислення», «Слово Просвіти», № 7, 2018 р.;
- Три крапки і дефіс Наталі Пасічник, Українська літературна газета, № 6, 2020 р.

#### Інші статті
- "Сто років Полоницької «Просвіти», «Воля народу» (Буськ),18.05. 2001 р.;
- «Талант, що примножується», «Воля народу» (Буськ), 26.10. 2001 р.;
- «Полоничі в боротьбі за волю України», «За вільну Україну», 25.12. 2001 р.;
- «Вірний Богу і Україні», «Нескорені» (часопис СПВУ), липень, 2002 р.;
- "Операція «Сани», «За вільну Україну», 28.08. 2002 р.;
- «Дикий схід», «Post-Поступ», № 2, 2008 р.;
- «Малоросійство державне», «Слово Просвіти», № 9, 2008 р.;
- «Греко-католики в Полтаві», «Post-Поступ», жовтень 2009 р.;
- «Даєш українізацію!», «Слово Просвіти», 2009 р.;
- «Маркіян Шашкевич у моєму житті», «Слово Просвіти», № 50, 2011 р.;
- «Життя і смерть отця Романа Береста», ЖЖ//hnyda.livejournal.com, 2010 р., «Слово Просвіти», № 46, 2017 р.;
- «88 років самотності», «Слово Просвіти», № 38, 2018 р.;
- Кум Петро з Вербин, або за що був засужений письменник Юрій Шкрумеляк, Українська літературна газета №№ 25-26 2020 р., https://litgazeta.com.ua/articles/petro-hnyda-kum-petro-z-verbyn-abo-za-shcho-buv-zasudzhenyj-pysmennyk-iurij-shkrumeliak/ [Архівовано 23 вересня 2021 у Wayback Machine.]
- О. Василь Прихідко (60-і роковини), 04.08.2025 р.//https://www.facebook.com/petro.gnida.877198

### Публікації в інтернеті з історії українського визвольного руху ОУН та УПА
- «Залишенець Іван Філь — останній учасник ОУН Глинянщини», сайт «Третє Око», 05.11.2017 р. https://3oko.com.ua/zalyshenets-ivan-fil-ostannij-uchasnyk-oun-hlynyanschyny/ [Архівовано 5 серпня 2019 у Wayback Machine.]
- "Отець Роман Берест: «Їдемо на смерть», сайт «Третє Око», 28.11.2017 р., https://3oko.com.ua/otets-roman-berest-jidemo-na-smert/ [Архівовано 5 серпня 2019 у Wayback Machine.]
- «Доля священика Івана Каспрука», сайт «Третє Око», 01.05.2018 р. https://3oko.com.ua/dolya-svyaschenyka-ivana-kaspruka/ [Архівовано 5 серпня 2019 у Wayback Machine.]
- «Глинянська могила», сайт «Золота пектораль», 02.05.2018 р. http://zolotapektoral.te.ua/глинянська-могила/ [Архівовано 25 квітня 2020 у Wayback Machine.]
- «Працівники НКВД на службі в ОУН», сайт «Третє Око», 18.05.2018 р. https://3oko.com.ua/pratsivnyky-nkvd-na-sluzhbi-v-oun/ [Архівовано 5 серпня 2019 у Wayback Machine.]
- «Історія повстанця Ярослава Хоми-„Чабана“, сайт „Третє Око“, 29.09.2018 р. https://3oko.com.ua/istoriia-povstantsia-yaroslava-khomy-chabana/ [Архівовано 5 серпня 2019 у Wayback Machine.]
- „Слідство в НКВД вели садисти — спогади жертв“, сайт „Третє Око“, 05.10.2018 р. https://3oko.com.ua/slidstvo-v-nkvd-vely-sadysty-spohady-zhertv/ [Архівовано 5 серпня 2019 у Wayback Machine.]
- „На службі в НКВД. Кінець спецбоївки Іванюка“, сайт „Третє Око“, 13.10.2018 р. https://3oko.com.ua/na-sluzhbi-v-nkvd-kinets-spetsboivky-ivaniuka/ [Архівовано 5 серпня 2019 у Wayback Machine.]
- „Доля священика Миколи Кулицького. За матеріалами архівних кримінальної та особової справ“, сайт „Третє Око“, 24.04.2019 р. https://3oko.com.ua/dolia-sviashchenyka-mykoly-kulyts-koho/ [Архівовано 5 серпня 2019 у Wayback Machine.]
- „Як поляки знищили Сухоріччя“, сайт „Третє Око“, 29.06.2019 р. https://3oko.com.ua/yak-poliaky-znyshchyly-sukhorichchia/ [Архівовано 5 серпня 2019 у Wayback Machine.]

### Блог на сайті агенції інформації та аналітики „Гал-інфо“
https://galinfo.com.ua/bloggers/1750/ [Архівовано 8 липня 2019 у Wayback Machine.]
„Ясир“, або доля родини підпільниці ОУН „Марічки“.
75 роковини польської різні в Сухоріччі.
„Стрибки“: Як винищувальні батальйони НКВД боролися проти ОУН та УПА».
75 років бою Самооборони ОУН під Лагодовом.
Справа "зголошенців": Зголошені на амністію учасники ОУН та УПА.
Справа репресованого Глинянського декана.
Репресоване духовенство. Справа священика Микола Содомори.
ОУН та УПА в селі Полоничі.
Пристрасті за Андріївкою: 75 років ліквідації комуніста Андєрєєва.
Історія братів Будзінських.
Станиця ОУН села Великий Полюхів.
Кум Петро з Вербин, або за що був засуджений письменник Юрій Шкрумеляк.
Справа репресованого дивізійного капелана.
"Ради спасіння своєї душі": зі справи о. Володимира Теленка
Іван Семків-"Мирон"
Штрихи з терену. Задвір'я.
Михайлюк, бравий хлопець із Задвір"я: розстріляний у червні 1941 року

### Про автора
- Ігор Павлюк, «Вони прийшли, щоб з'єднати століття: огляд молодої української поезії», «Літературна Україна», 2006 р.;
- Тетяна Дігай, «Лист-рецензія» у книзі «Книжкові імпресії». Рецензії. 2006—2007, Тернопіль, 2007 р.;
- Іван Захарченко, «Поетичне „Гроно“ з львівського саду», «Літературна Україна», № 50, 2007 р.;
- Євген Баран, "Безсмертних душ безликі тіні, «Літературна Україна», № 17, 2008 р.;
- Лідія Йонка, «Покоління, яке не вибирає „пепсі“ або Хто вони — молоді поети Львова?», «Львівська газета», № 117, 14 серпня 2008 р.;
- Тетяна Дігай, «Лицар міста Лева» у книзі рецензій «Дзеркало», Тернопіль, 2009 р.;
- Петро Морквицький, «Наганяючи жах на мізки», «Літературна Україна», 11.11. 2010 р.
- Ігор Фарина, «Поет розгойдує надію», сайт «Золота пектораль», 17.09. 2018 р., книга рецензій "Візії".